# Cratere Nevelon
Nevelon è un cratere sulla superficie di Giapeto.